# Bongzilla
Bongzilla ist eine Sludge-Band aus Madison, Wisconsin. Sie wurde 1996 von Michael „Muleboy“ John Makela, Jeff „Spanky“ Schultz und Michael „Magma“ Henry gegründet und bestand bis 2007 mit wechselnden Bassisten. Nach einer mehrjährigen Auszeit reformierte sich die Gruppe 2015.

## Geschichte
Die Band wurde den Mitgliedern zur Folge „über einer Gruppe Bongs“ gegründet. Der Bandname sowie die Idee, eine gemeinsame Band zu gründen, basiert auf der Situation des gemeinsamen Rauchens.
Nach der Gründung spielten Bongzilla eine von Steve Austin von Today Is the Day produzierte unbetitelte Demoaufnahme ein. Mit einigen EPs, überwiegend Split-Veröffentlichungen, für kleine Indie-Label erspielte sich die Band einen Vertrag mit Relapse Records.
Für Relapse erschienen drei Studioalben, eine EP und ein Livealbum. In der Zwischenzeit beteiligte sich die Band weiterhin an Split-Veröffentlichungen kleiner Label sowie den Samplern Harvestfest und Weedstock Vol. 1. Michael „Magma“ Henry und Michael „Muleboy“ John Makela gründeten 2007 die musikalisch ähnlich angelegte Band Aquilonian, welches sich jedoch konzeptionell öffnete und nicht mehr auf das Thema Cannabis beschränkte. Mit der Gründung Aquilonians wurden Bongzilla aufgelöst. Im Jahr 2008 erschien mit Nuggets auf Barbarian Records eine letzte Kompilation der bereits aufgelösten Band.
Nach einigen Jahren der Inaktivität traten Bongzilla 2015 erstmals wieder in Erscheinung. Makela gab an, dass mehrere Faktoren zu der Reunion geführt hätten. Dabei nannte er die Anfragen des Betreibers des Temples Festival Francis Mace und den Umstand, dass der ehemalige Bassist Cooter Brown in seine unmittelbare Nachbarschaft zog. In der reformierten Besetzung beging die Gruppe 2015 eine kleine Tournee durch Europa sowie eine kleine Tournee durch die Vereinigten Staaten. 2017 trat Bongzilla beim Roadburn Festival auf und spielte das vollständige Album Gateway.

## Konzept
Die Band verfolgte ein durchgehendes Konzept. Alle Songs beschäftigen sich mit dem Konsum, der Wirkung und der Nutzung von Cannabis als Rauschmittel. Die Band trat ausschließlich unter dem Einfluss der Droge auf und nahm, laut eigener Aussage, jede Veröffentlichung unter THC-Einfluss auf. Einen besonderen Schwerpunkt legt die Band auf die mögliche Legalisierung der Droge, welches Makela nicht nur als durchgehendes Bandkonzept beschreibt, sondern auch als ein persönliches Anliegen.

„Das nach wie vor bestehende Verbot von Haschisch ist von jeher eines der zentralen Themen in meinem Leben. So lange der Konsum von THC nicht legalisiert wird, bin ich angepisst und versuche, dies zu ändern. Mit BONGZILLA versuchen wir, unsere Verärgerung auf möglichst viele Leute zu übertragen, um mit ihnen gemeinsam für die Freigabe von Joints zu kämpfen. Keine Regierung dieser Erde sollte das Recht haben, den Bürgern ihres Landes den Konsum von Haschisch vorzuenthalten. Die zentrale Aussage all unserer Alben ist so etwas wie ‚Smoke To Vote! Vote To Smoke!‘“

## Stil
Michael „Muleboy“ John Makela nennt den als individuell beschriebenen Stil der Band „Devil-Weed-Doom“. Rezensenten sehen den Stil der Band als eine Mischung aus Stoner Doom und Sludge mit Einflüssen aus Southern Rock und groovendem Blues. Die „zähen Riffs“ werden als „bluesig-verzerrt“ sowie staubig „easy und locker“ beschrieben. Die Sludgeelemente werden besonders „dem heiseren Keifgesang“ zugeschrieben. Die Bandmitglieder benennen Vertreter des Heavy Metal, Hard- und Southern-Rock ebenso als Einfluss wie einige Sludge-, Drone- und Stoner-Doom-Bands.
Martin Popoff ordnete in seinem Buch The Collector’s Guide of Heavy Metal Volume 3: The Nineties Stash dem Stoner Rock zu. Die Texte, die konzeptionell vom Marihuanakonsum handeln würden, würden mit Noisecore-artigem Gesang vorgetragen. Laut Simone Pfundstein vom Metal Hammer spielte die Band auf Gateway Stoner Rock, mit langsamen, doomigen Riffs. Der heisere Gesang von Makela komme dabei nur selten zum Einsatz. Die Texte empfand Pfundstein als postpubertär.

## Diskografie
- 1996: Bongzilla (Demo, Eigenvertrieb)
- 1996: Mixed Bag (EP, Rhetoric Records)
- 1997: Bongzilla/Meatjack (Split-EP mit Meatjack, Pinecone Records)
- 1998: Bongzilla/Cavity (Split-EP mit Cavity, Rhetoric Records)
- 1998: Bongzilla/Hellchild (Split-EP mit Hellchild, HG Fact Records)
- 1998: Hemp for Victory (EP, Thunder Lizard Records)
- 1998: Methods for Attaining Extreme Altitudes (EP, Relapse Records. Re-Release 2007, Modus Operandi)
- 1999: He's No Good to Me Dead – 74 Minutes of Extreme Pain (Split-Album mit Grief, Sourvein, Negative und Subsanity, Game Two Records)
- 1999: Stash (Album, Relapse Records. Re-Release 2007, Modus Operandi)
- 2000: Apogee (Album, Relapse Records)
- 2001: Twin Threat to Your Sanity (Split-EP mit Noothgrush, Corrupted und Dystopia, Bad People Records)
- 2001: Shake: The Singles (Kompilation, Barbarian Records)
- 2002: Gateway (Album, Howling Bull America)
- 2004: Live from the Relapse Contamination Festival (Livealbum, Relapse Records)
- 2005: Amerijuanican (Album, Relapse Records)
- 2008: Nuggets (Kompilation, Barbarian Records)
- 2021: Weedsconsin (Album, Gungeon Records)
- 2023: Dab City (Album, Heavy Psych Sounds)